# Crkva sv. Petra u Dusini
Crkva sv. Petra u selu Dusini, Grad Vrgorac, zaštićeno kulturno dobro.

## Opis dobra
Crkva sv. Petra stara je župna crkva sela Dusine. Sagrađena je 1600. god. dok je u sadašnjem obliku završena 1754. god. kada je crkva nadograđena. Jednobrodna građevina, duga 10 i široka 5.50 m., s pravokutnom apsidom na istoku. Građena je od grubo obrađenih, razmjerno pravilnih kamenih kvadara, s vidljivom granicom nadogradnje crkve. U osi glavnog pročelja su vrata u kamenim pragovima, a u zabatu je zvonik na preslicu ispod kojeg su okulus i dva manja lučna prozora. Na južnoj, bočnoj strani su vrata s uklesanom godinom nadogradnje crkve i dva lučna prozora. Dvostrešni krov crkve prekriven je francuzicom. U svetištu je oltar sv. Petra dok je kip sv. Petra smješten u sjevernom uglu lađe.

## Zaštita
Pod oznakom Z-5487 zavedena je kao nepokretno kulturno dobro - pojedinačno, pravna statusa zaštićena kulturnog dobra, klasificirano kao "sakralna graditeljska baština".